# Vizinalbahn (Bayern)
Als Vizinalbahn wurden in Bayern Eisenbahnen zur Erschließung des ländlichen Raums bezeichnet. Der Name wurde aus dem lateinischen Wort vicinus (deutsch: „benachbart, nahe“) gebildet. Um möglichst viele Orte, die bislang fernab der Eisenbahn lagen, an dieses recht neue Verkehrsmittel anschließen zu können, wurde in Bayern am 29. April 1869 das Vizinalbahngesetz verabschiedet. Es regelte den Bau der „Bahnverbindungen von lokaler Wichtigkeit“.

## Dotationsgesetz von 1869
In den 1860er Jahren wurde zunehmend klar, dass Bahnen lokaler Bedeutung mit dem für Hauptbahnen vorgeschriebenen Standard nicht rentabel zu bauen und zu betreiben waren. Zur Förderung des Baus von Bahnen lokaler Bedeutung wurde am 29. April 1869 vom bayerischen Landtag ein Dotationsgesetz („Gesetz, die Ausdehnung und Vervollständigung der bayerischen Eisenbahnen, dann Erbauung von Vicinalbahnen betreffend“) erlassen, das den Bau von Bahnen lokaler Bedeutung neu regelte.

### Technische Normen
Für Vizinalbahnen wurden gegenüber Hauptbahnen größere Steigungen (1:25) und engere Bogenradien (100 m), leichtere Schienen sowie ein schmaleres Planum zugelassen. Dadurch konnten die Trassen besser an die Geländeform angepasst und aufwendige Kunstbauten vermieden werden. Die Betriebsführung war im Vergleich zu den Hauptbahnen weniger personalintensiv. Nach den ersten Erfahrungen mit den neuen Bahnen wurden weitere Bauvereinfachungen zugelassen.
Die Normalien basierten auf Empfehlungen des deutschen Eisenbahnvereins aus dem Jahr 1869 („Grundzüge für die Gestaltung sekundärer Eisenbahnen“), die – obwohl nicht bindend – von vielen Bahnen in Deutschland übernommen wurden. Von der Möglichkeit des schmalspurigen Baus wurde in Bayern zu Zeiten des Vizinalbahngesetzes kein Gebrauch gemacht. Bei den Radien blieb man in der Praxis über 180 m und bei den Steigungen unter 1:40.

### Finanzierung und Betrieb
Die Anliegergemeinden mussten für die Kosten des Grunderwerbs und der Erdarbeiten aufkommen; sie sollten zum Teil an den Einnahmeüberschüssen beteiligt werden. Die Hälfte der verbleibenden Baukosten wurde aus Mittelzuweisungen der Dotationsgesetze gedeckt. Zur Finanzierung der anderen Hälfte wurde ein besonderer Vizinaleisenbahn-Fonds geschaffen, der aus den Überschüssen der Staatseisenbahn gespeist wurde. Die Inanspruchnahme der Gemeinden erfolgte mit der Begründung, dass auch der Straßenbau in deren Zuständigkeit falle. Die Durchführung des Baus und der spätere Betrieb oblag den Königlich Bayerischen Staats-Eisenbahnen.

### Bau der Vizinalbahnen
Als erste Bahn nach dem neuen Gesetz wurde im Jahr 1872 die Strecke von Siegelsdorf nach Langenzenn erbaut. Ihr folgten bis 1879 noch 14 weitere Bahnen, als letzte Vizinalbahn wurde die Strecke Weilheim–Murnau am 15. Mai 1879 eröffnet. Insgesamt wurden 168 km Eisenbahn nach dem Vizinalbahngesetz gebaut.
In den Jahren bis 1880 entwickelten sich die Vizinalbahnen gut, nur bei einer Bahn überstiegen die Ausgaben die Einnahmen. Die Verzinsung war aber mit 1,5 % niedrig und die Anliegergemeinden gingen bei der Verteilung der Erträge mit wenigen Ausnahmen leer aus.

#### Liste der bayerischen Vizinalbahnen
| Strecke                    | Spur- weite in mm | Länge in km | Eröffnung  | Strecken- zustand | Bemerkung                                                    |
| -------------------------- | ----------------- | ----------- | ---------- | ----------------- | ------------------------------------------------------------ |
| Siegelsdorf–Langenzenn     | 1435              | 5,56        | 25.05.1872 | in Betrieb        |                                                              |
| Georgensgmünd–Spalt        | 1435              | 6,92        | 16.10.1872 | abgebaut          | Einstellung Personenverkehr 1969, Güterverkehr 1995          |
| Wiesau–Tirschenreuth       | 1435              | 11,02       | 10.11.1872 | abgebaut          | Einstellung Personenverkehr 1989, Güterverkehr 2000          |
| Schwaben–Erding            | 1435              | 13,63       | 16.11.1872 | in Betrieb;       | Teil der S-Bahn München, Schwaben heißt heute Markt Schwaben |
| Steinach–Rothenburg        | 1435              | 11,09       | 01.11.1873 | in Betrieb        |                                                              |
| Immenstadt–Sonthofen       | 1435              | 8,33        | 16.11.1873 | in Betrieb        |                                                              |
| Holzkirchen–Tölz           | 1435              | 21,43       | 01.06.1874 | in Betrieb        | Tölz heißt heute Bad Tölz                                    |
| Sinzing–Alling             | 1435              | 4,14        | 20.12.1875 | abgebaut          | Einstellung Personenverkehr 1967, Güterverkehr 1985          |
| Dombühl–Feuchtwangen       | 1435              | 11,10       | 15.04.1876 | in Betrieb        | ohne regelmäßigen Verkehr                                    |
| Biessenhofen–Oberdorf b.B. | 1435              | 6,51        | 01.06.1876 | in Betrieb        | Oberdorf b.B. heißt heute Marktoberdorf                      |
| Neustadt (Aisch)–Windsheim | 1435              | 15,32       | 06.08.1876 | in Betrieb        |                                                              |
| Prien–Aschau               | 1435              | 9,62        | 18.08.1878 | in Betrieb        |                                                              |
| Senden–Weißenhorn          | 1435              | 9,62        | 15.09.1878 | in Betrieb        | von 1966 bis 2013 nur Güterverkehr                           |
| Feucht–Altdorf             | 1435              | 11,70       | 15.10.1878 | in Betrieb        | Teil der S-Bahn Nürnberg                                     |
| Weilheim–Murnau            | 1435              | 21,40       | 15.05.1879 | in Betrieb        |                                                              |

## Dotationsgesetz von 1882
Im Dotationsgesetz vom 28. April 1882 („Gesetz, die Behandlung der bestehenden Vizinalbahnen und den Bau von Sekundärbahnen betreffend“) wurde das Ende des Vizinalbahnbaus beschlossen. Der Vizinalbahn-Fonds wurde aufgelöst. Die Anliegergemeinden erhielten aus den Mitteln dieses Fonds die Hälfte des tatsächlich von ihnen getragenen Bauaufwands zurückvergütet. Gegen Verzicht auf die zukünftige Beteiligung an den Einnahmen sollte den Gemeinden auch die zweite Hälfte des Bauaufwandes erstattet werden. Bis auf die Gemeinde Sonthofen machten alle Gemeinden von dieser Möglichkeit Gebrauch. Der Rest des Fonds wurde an die Staatsbahnbaukasse abgeführt.

## Weitere Entwicklung der Bahnen
Die Vizinalbahnen warfen auch in den folgenden Jahren Erträge ab. Zwei Strecken wurden aufgrund der Nachfrage und der Netzentwicklung als Hauptbahnen eingestuft und entsprechend ausgebaut. Die Strecke Weilheim–Murnau wurde 1898 zur Hauptbahn, zwei Jahre später verkehrten hier die ersten durchgehenden Schnellzüge, welche über die anschließende Lokalbahn bis Garmisch-Partenkirchen fuhren. Der Abschnitt Holzkirchen–Tölz wurde ebenfalls noch vor dem Ersten Weltkrieg zur Hauptbahn aufgewertet.
Andere Strecken wurden zur Verbesserung der Wirtschaftlichkeit verlängert oder mit anderen Bahnen verbunden. Bei fünf der ehemaligen Vizinalbahnen wurde inzwischen der Personenverkehr eingestellt. Auf drei dieser Strecken wurde auch der Güterverkehr eingestellt, sie wurden stillgelegt und abgebaut.
Zwei Vizinalbahnen, Feucht–Altdorf und Markt Schwaben–Erding, wurden in die S-Bahn-Netze der Großstädte Nürnberg und München integriert.